# Karl Ludwig Thomas
Karl Ludwig Thomas (* 7. August 1933 in Gera; † 5. Juni 2016 in Berlin) war ein deutscher Physiker.

## Leben
Thomas, Sohn eines Pfarrers, lebte ab 1941 in Berlin. Nach dem Abitur absolvierte er ein Praktikum bei den Siemens-Schuckertwerken in Berlin. 1953 begann er das Studium der Experimentalphysik an der TU Berlin. In seiner Diplomarbeit bei Hans Boersch im 1. Physikalischen Institut beschäftigte er sich mit der Sekundärelektronenemission. Nach dem Diplomabschluss im Wintersemester 1959/1960 wurde er wissenschaftlicher Mitarbeiter bei Otto Dahl im Institut für Metallkunde der TU Berlin und untersuchte den Einfluss von Gitterfehlern auf die Aushärtung von Aluminium-Magnesium-Legierungen. Mit der daraus resultierenden Dissertation wurde er 1962 promoviert. Anschließend setzte er seine Untersuchung mit Bestrahlungen seiner Legierungen am Reaktor des Hahn-Meitner-Instituts fort.
1963 wurde Thomas Senior Metallurgist am Research and Development Centre der Westinghouse Electric Corporation in Pittsburgh und untersuchte die Wärmestrahlung von Wolfram-Legierungen für Anwendungen in der Beleuchtungstechnik. 1967 kehrte er an die TU Berlin zurück und wurde Oberingenieur im Institut für Metallphysik unter Hans Wever. 1969 habilitierte er sich mit der Schrift Die Temperaturstrahlung von hochschmelzenden Übergangsmetall-Legierungen und wurde dann Professor für Metallphysik.
Thomas vertiefte seine Untersuchungen der Wärmestrahlungseigenschaften der Hochtemperaturlegierungen im Hinblick auf Anwendungen für Sonnenkollektoren in thermischen Solaranlagen. Er kombinierte dünne Wolframlegierungsschichten mit anderen Materialien, um zu Verbundmaterialien (Cermets) mit möglichst geringer Abstrahlung im Infrarotstrahlungsbereich und möglichst hoher Absorption im Sonnenstrahlungsbereich zu kommen. Neben den Wärmestrahlungseigenschaften untersuchte er den spezifischen Widerstand, die Elektronenstruktur und die Gefüge der Hochtemperaturlegierungen, wozu er auch Forschungsaufenthalte in den USA benutzte. Weitere Forschungsgebiete waren in Kooperation mit Wissenschaftlern in Berlin und den USA magnetische Eigenschaften, Spin-Gläser und oxidationsbeständige dünne Schichten zum Schutz von Superlegierungen gegen Oxidation.
Thomas engagierte sich in den Gremien der TU Berlin und wirkte an Neuauflagen des Bergmann-Schaefers mit. 1998 ging er in den Ruhestand, ohne seine Forschungen abzubrechen.